# کن دوگدال
کن دوگدال (انگلیسی: Ken Dugdale؛ زادهٔ ۷ دسامبر ۱۹۵۰) بازیکن فوتبال اهل نیوزیلند است.
از باشگاه‌هایی که در آن بازی کرده‌است می‌توان به باشگاه فوتبال ولورهمپتون واندررز، باشگاه فوتبال بارسکو، باشگاه فوتبال ویگان اتلتیک و باشگاه فوتبال استون ویلا اشاره کرد.